# Wojciech Suski
Wojciech Suski (ur. 29 września 1936 w Warszawie, zm. 3 kwietnia 2022) – polski chemik, prof. dr hab.

## Życiorys
Był synem Mariana Suskiego i bratem Tadeusza Suskiego.
W 1959 ukończył studia chemiczne w Politechnice Wrocławskiej. Już w czasie studiów pracował, początkowo w Instytucie Chemii Uniwersytetu Wrocławskiego (1957–1958), od 1958 w Instytucie Chemii Nieorganicznej i Metalurgii Pierwiastków Pierwiastków Rzadkich PWr.. W 1965 obronił na Politechnice Wrocławskiej pracę doktorską. Odszedł z tej uczelni w 1968. Od 1968 pracował w Instytucie Niskich Temperatur i Badań Strukturalnych PAN. W 1973 uzyskał w Instytucie Chemii Fizycznej PAN stopień doktora habilitowanego. 13 stycznia 1983 nadano mu tytuł profesora w zakresie nauk chemicznych. W INTiBS PAN był m.in. zastępcą dyrektora ds. ogólnych (1974–1983 i 1995–1997), zastępcą dyrektora ds. naukowych (1990–1995) oraz kierownikiem Oddziału Magnetyków i Metali (1992–1998).
Pracował też w Międzynarodowym Laboratorium Silnych Pól Magnetycznych i Niskich Temperatur Polskiej Akademii Nauk.
Zajmował się fizykochemią, badał własności magnetyczne i pokrewne związków uranu i innych związków pierwiastków f-elektronowych.
Był członkiem Polskiego Towarzystwa Chemicznego (od 1959), Polskiego Towarzystwa Fizycznego (od 1983, w tym w latach 1998–2000 członkiem Zarządu Głównego), Komitetu Fizyki PAN (1984–1989), Komitetu Nauki o Materiałach PAN (1984–1986) oraz sekcji fizyki Komitetu Badań Naukowych (1992–1996).
W 1976 został odznaczony Srebrnym Krzyżem Zasługi, w 1991 Krzyżem Kawalerskim Orderu Odrodzenia Polski.
Zmarł 3 kwietnia 2022.
Został pochowany na cmentarzu Ducha Świętego we Wrocławiu.